# Pécsi Nemzetközi Summertime Blues & Jazz Fesztivál
A pécsi Nemzetközi Summertime Blues & Jazz Fesztivál egy rendezvénysorozat részeként a Pécsi Szabadtéri Játékokba épül be. Pécs hajdanán e két alapműfaj (blues és dzsessz) fellegvára volt: az  1970-es években itt alakult meg a Magyar Jazzkutató Társaság, 1991-ben pedig a Magyar Blues Társaság.  A pécsi kulturális élet egyik fontos programjaként a Nemzetközi Summertime Blues & Jazz Fesztivált 2006-ban rendezték először, olyan neves fellépőkkel, mint a  Deák Bill Blues Band.

## Fellépők 2007-ben
- Nagy Gyuszi és barátai (Pécs)
- Rock’n Roll Street (Zenta, Vajdaság – Szeged)
- Eb & Nina Davis with PMD Blues Band (Memphis – Berlin – Pécs)
- Adrenalin (Zenta, Vajdaság)
- Jeanne Carroll (USA)

## Fellépők 2006-ban
- Ölveti Blues Band (Debrecen)
- Harkány Big Band (Harkány–Pécs)
- Six For You (Pécs)
- Papp Ákos Crossover & Blues Power (Vajdaság–Pécs)
- Barcs Jazz Band (Barcs)
- Török Ádám & Mini (Budapest)
- Joana Troullidou & No More Blues (Ciprus–Pécs)
- Mike Sponza & Pribojszki Quartet (Italy–Békéscsaba)
- Fuego Virtuoso (Pécs)
- Berki Tamás Band (Budapest)
- Deák Bill Blues Band (Budapest)
- Eb & Nina Davis with PMD Blues Band (Memphis – Berlin – Pécs)

## Lásd még
- Pécsi Szabadtéri Játékok
- Könnyűzene Pécsen
- Pécs kulturális élete